# 5 Tracks Deep
5 Tracks Deep è il terzo EP dei Papa Roach, pubblicato nel 1998.

## Tracce
1. Revenge in Japanese – 3:56
2. My Bad Side – 3:42
3. July – 3:52
4. Tambienemy – 3:47
5. Thrown Away – 4:09

## Formazione
- Jacoby Shaddix - voce
- Jerry Horton - chitarra
- Tobin Esperance - basso
- David Buckner - batteria